# Holger Handtke
Holger Handtke, né à Berlin en 1968, est un acteur allemand.

## Biographie
Holger Handtke commence sa carrière dès l’adolescence dans la série télévisée Ravioli. Après l'école, il apprend le métier d'acteur et joue dans d'innombrables films et séries télévisées telles Le Renard, Derrick , Tatort, Un cas pour deux (série dans laquelle il incarne dans trois épisodes le rôle du procureur Brassert).
Depuis 2012, il incarne le personnage Heinz Kluthe dans la série Löwenzahn.

## Filmographie

### Cinéma
- 1991: Keep on Running de Holm Dressel: Ludwig
- 2001: Stalingrad de Jean-Jacques Annaud : l’aide de camp de Friedrich Paulus
- 2002: Mission Évasion ou Le Combat du lieutenant Hart de Gregory Hoblit : le major Johann Wirtz
- 2004: Parfum d'absinthe d’Achim von Borries: Wieland
- 2011: Hotel Lux de Leander Haußmann: Ribbentrop
- 2012: Die Reichsgründung – Die nervöse Großmacht de Bernd Fischerauer: Lothar Bucher
- 2014: Monuments Men de George Clooney: le colonel Wegner
- 2014: Amour Fou de Jessica Hausner : Le docteur
- 2016: Seul dans Berlin de Vincent Perez : Dollfuss
- 2020: Der Uberlaüfer de  Florian Gallenberger : un soldat

### Télévision
- 1984 : Ravioli : Jarl-Kulle Düwel
- 1988 : Die Bertinis
- 1988-1989 : Fest im Sattel (22 épisodes)
- 1991 : Derrick : Le génie en danger (Isoldes tote Freunde): Erwin Rossky
- 1991 : Le Renard: Pour un poil de chien (Grenzenlos) : Philipp
- 1992 : Derrick: Le crime est dans l’escalier (Mord im Treppenhaus) : Martin Kollwitz
- 1993 : Derrick: Le cœur a ses raisons (Ein sehr trauriger Vorgang) : Horst Wiegand
- 1993 : Derrick: Doris (Die seltsame Sache Liebe) : Ulrich Lohse
- 1994 : Praxis Bülowbogen (27 épisodes) : Nico Michaelis
- 1995 : Derrick: Caïn et Abel (Dein Bruder, der Mörder) : Randolf Basler
- 1995 : Le Renard: Spécialités turques (Türkische Spezialitäten) : Matthias Schütze
- 1996 : Tatort : Heilig Blut : Gabriel
- 1996 : Bruder Esel (6 épisodes) : Gregor Sprengler
- 1997 : Derrick: Justice aveugle (Verlorener Platz) : Martin Lenau
- 1997 : Le Renard: Mauvais roman (Der Scherbenhaufen) : Sven Kröger
- 1997 : Le Renard: Revendication de meurtre (Das ist mein Mord) : Karsten Lorenz
- 1998 : Le Renard: La chienne du musicien (Der Mann mit dem Hund) : Klaus Hodik
- 1998 : Le Renard: Violence extrême (Schlagt ihn tot) : Klaus Reimann
- 1998 : Die heilige Hure de Dominique Othenin-Girard : Jochen
- 1998 : Rex, chien flic : La mort de Moser (Mosers Tod) : Paul Sänger
- 1998 : Anitas Welt (13 épisodes) : Dietrich Wedel
- 1999 : En toute amitié (In aller Freundschaft) : Neue Besen kehren gut: Dieter Paulsen
- 1999 : Siska : La clé au meurtre (Der Schlüssel zum Mord : Dieter Maiwald
- 2000 : Siska : La collaboration de Monsieur Lohmann (Herrn Lohmanns gesammelte Mörder): Gerhard Sterz
- 2000 : Tatort : Die Möwe : Fahnenburg
- 2000 : Wolff, police criminelle : Wolffs Falle
- 2002 : Siska : Menaces sur les ondes (Wenn du erst mal tot bist): Fabian Hesse
- 2002 : Tatort : Zartbitterschokolade: le patient
- 2003 : Siska : Le justicier (Feinde sind zum Sterben da): Patrick Kohut
- 2004-2005 : Der Heiland auf dem Eiland (10 épisodes): Le secrétaire
- 2005 : Duo de maîtres : Le point X (Der X-Punkt): Volker Adam
- 2005 : En quête de preuves: Mauvaise influence (Das Speil ist aus): Rico Leutner
- 2006 : Unsolved ou Dossiers classés: Présumé coupable (Hundsheim)
- 2008 : Le Renard: En plein cœur (Mitten ins Herz): Uwe Römer
- 2008 : Alerte Cobra : Inkasso: Peer Hansen
- 2008 : La Lance de la destinée (mini-série) : Manfred
- 2009 : Mein Leben – Marcel Reich-Ranicki (téléfilm) de Dror Zahavi : Höfle
- 2009 : Tatort : Das Gespenst: Belz
- 2010 : Tatort : Wie einst Lilly: Brauer
- 2011 : Un cas pour deux: Plagiat (Koala im Schnee): Le procureur Brassert
- 2012 : Un cas pour deux: Investissements dangereux (Tödliche Gier): le procureur Brassert
- 2012 : Un cas pour deux: Sport extrême (Todeslauf): le procureur Brassert
- 2012 : Tatort : Nachtkrapp : le procureur général Mauk
- 2012-2019: Löwenzahn (35 épisodes): Heinz Kluthe
- 2013: Bloch : Das Labyrinth: Schöneberg
- 2014-2016: Ein Fall von Liebe (15 épisodes): Thomas Bachmann
- 2014 : Tatort: Franziska: Olaf Dröger
- 2014 : Le Renard : Fiancé avec la mort (Verlobt mit dem Tod): Sepp Schach
- 2015 : Tatort: Atzend: le procureur
- 2016 : Tatort: Wir – Ihr - Sie: le procureur Hemrich
- 2016 : Tatort: Dunkelfeld: le procureur Hemrich
- 2016 : Die Spezialisten – Im Namen der Opfer: Party: Andreas Huber
- 2012-2019 : Löwenzahn (35 épisodes): Heinz Kluthe
- 2017 : Alerte Cobra: Das B-Team : Dorian Kleff
- 2017 : Lammerts Leichen : Jakob : Jakob
- 2017 : Kommissar Dupin: Bretonischer Stolz : Pierre Delsard
- 2017-2020: Babylon Berlin (7 épisodes) : Wegener
- 2018 : Tatort : Tollwut : Stefan Keller
- 2018 : Für meine Tochter de Stefan Lacant : Behrens
- 2018 : Kaisersturz de Christoph Röhl: Friedrich von Berg
- 2019 : Harter Brocken: Der Geheimcode de Markus Sehr: Ralf Winter